# Kratine (Vitez, BiH)
Kratine je naseljeno mjesto u općini Vitez, Federacija Bosne i Hercegovine, BiH.

## Stanovništvo

### 1991.
Nacionalni sastav stanovništva 1991. godine, bio je sljedeći:
ukupno: 38
- Hrvati - 38

### 2013.
Na popisu stanovništva 2013. godine bilo je bez stanovnika.